# キャプテン・ビーフハート・アンド・ザ・マジック・バンド
キャプテン・ビーフハート・アンド・ザ・マジック・バンド (Captain Beefheart and The Magic Band) は、1964年から1982年まで活動したアメリカ合衆国のロック・バンドである。キャプテン・ビーフハートことドン・ヴァン・ヴリートに率いられて、彼の作品を演奏した。
結成時から1969年までの名前は、キャプテン・ビーフハート・アンド・ヒズ・マジック・バンド (Captain Beefheart and His Magic Band) だった。

## 概要

### 活動と評価
キャプテン・ビーフハート・アンド・ザ・マジック・バンドは、約18年間の活動期間中、ブルース・ロックを基調としつつ、サイケデリック・ロックやフリー・ジャズを取り入れた、極めてユニークな作品を発表し続けた。彼等はヴァン・ヴリートの個性的かつ強権的なバンド運営やレコード会社との軋轢にも影響され、メンバー・チェンジを繰り返した後、1974年に解散状態に陥ったが、1978年にメンバーを一新して再結成され、再び意欲的な作品を発表した。
代表作の一つに挙げられる2枚組の大作『トラウト・マスク・レプリカ』（1969年）は、イギリスBBCの著名なDJであるジョン・ピールから「大衆音楽の歴史の中で、音楽家以外の芸術家からも理解され芸術であると見なされうる作品があるとすれば、まさにこの作品である」と絶賛され、1970年代後半のパンク・ロック世代のミュージシャンにも影響を与えた。
本国アメリカでの知名度は決して低くはなかったが、音楽雑誌での好意的な評価とは裏腹に商業的な成功には縁がなく、チャート入りしたアルバムは1作もなかった。彼等はアメリカよりもヨーロッパで熱狂的に迎えられ、1969年10月にベルギーのアムージで開かれたFestival d'Amougies、1972年5月にイギリスのグレーター・マンチェスター州ウィガンで開かれたビッカーショー・フェスティバル、1975年7月5日に開かれた第2回ネブワース・フェスティバルなどに出演したほか、イギリス、フランス、ドイツのテレビ番組やラジオ番組にも多く出演した。
1982年にアルバム『烏と案山子とアイスクリーム』が発表された後は、2010年にヴァン・ヴリートが病没するまで、新作アルバムの発表やコンサートなどの活動は一切なかった。ヴァン・ヴリートの解散宣言もなく、彼が画家としての活動に専念し始めたことに伴なって自然消滅していったと考えられている。

### バンド名
キャプテン・ビーフハートとは、フランク・ザッパが1964年にクカモンガのスタジオZでヴァン・ヴリートと共同で制作していた低予算のSF映画の登場人物名である。彼等はカリフォルニア州ランカスターのアンテロープ・バレー・ハイ・スクールの同級生で、ザッパがCaptain Beefheart vs. The Grunt Peopleという映画の台本を書いて、ヴァン・ヴリートが魔力を発揮するキャプテン・ビーフハートというマジック・マンを演じる計画だった。
結成時のバンド名はキャプテン・ビーフハート・アンド・ヒズ・マジック・バンドだった。ヴァン・ヴリートはこのバンド名でアルバムを3作発表した後、1970年、アルバム『リック・マイ・デカルズ・オフ、ベイビー』をキャプテン・ビーフハート・アンド・ザ・マジック・バンド名義で発表した。彼は1972年の次作『ザ・スポットライト・キッド』を、それまでのアルバムと同様にバンドの当時のメンバーが全面参加しているにも拘わらず、キャプテン・ビーフハート名義で発表した。しかし1972年の次作『クリア・スポット』の名義をキャプテン・ビーフハート・アンド・ザ・マジック・バンドに戻し、以後、生前最後のオリジナル・アルバム『烏と案山子とアイスクリーム』（1982年）まで、このバンド名に統一した。彼は一貫して、自分のステージ名にはキャプテン・ビーフハート、自作曲の作者名にはドン・ヴァン・ヴリートを用いた。

### メンバー名
キャプテン・ビーフハート・アンド・ヒズ・マジック・バンド名義の通算3作目のアルバム『トラウト・マスク・レプリカ』（1969年）の発表に際して、ヴァン・ヴリートはバンドのメンバー全員がキャプテン・ビーフハートの徹底した支配下にあることを強調する方法の一つとして、メンバー全員にキャプテン・ビーフハートのような奇妙なステージ名を与えた。
このやり方は、キャプテン・ビーフハート・アンド・ザ・マジック・バンド名義の1作目となる次作『リック・マイ・デカルズ・オフ、ベイビー』（1970年）から『クリア・スポット』（1972年）まで厳格に採用されたが、マーキュリー・レコードに移籍して発表した『アンコンディショナリー・ギャランティード』（1974年）には例外が見られ、ヴァン・ヴリート以外のメンバーが全員一新された次作『ブルージーンズ・アンド・ムーンビームズ』（1974年）では全く採用されなかった。1975年に一度解散状態に陥った後、再始動したザ・マジック・バンドのメンバーには、ヴァン・ヴリートによる命名を受けた者と受けなかった者がいた。

## 来歴
以下、ヴァン・ヴリートを含めて全てのメンバーを、ヴァン・ヴリートの命名ではなく本名もしくは通名で呼称する。

### 結成からデビューまで
1964年の末、ドン・ヴリートはランカスターで、アンテロープ・バレー・ハイ・スクールの同級生でR＆Bのギタリストであるアレックス・スノウフェーとバンドを結成した。メンバーは、ドン・ヴリート改めドン・ヴァン・ヴリート（ボーカル）、アレックス・スノウフェー改めアレックス・セント・クレア（ギター）、ダグ・ムーン（ギター）、ジェリー・ハンドレー（ベース・ギター）、P. G. ブレイクリー（ドラムス）だった。ブレイクリーは演奏技術に問題があったのでヴィック・モーテンセンに交代させられて、ここにキャプテン・ビーフハート・アンド・ヒズ・マジック・バンドが誕生した。しかしモーテンセンがベトナム戦争に徴兵されたので、セント・クレアはリチャード・ヘプナー（ギター）を加入させて自分はドラムスを担当した。
1965年4月、彼等はロサンゼルスのハリウッド・パラディアムで催された第4回ハリウッド・ティーンエイジ・フェアーに出場して注目を集めて、A&Mレコードと契約を結び、翌1966年4月にデビュー・シングル『ディディ・ワ・ディディ』、6月に2作目のシングル『ムーンチャイルド』を発表した。これらのシングルはいずれもヒットしなかったので、彼等はA&Mとの契約を失ってしまった。しかしカーマ・スートラ・レコードの西海岸事務所の所長だったボブ・クラスノウが「ディディ・ワ・ディディ」を聴いて感銘を受けて、カーマ・スートラ・レコードが新設した子会社のブッダ・レコードから彼等のデビュー・アルバムを発表したいと熱望した。

### 1967年『セイフ・アズ・ミルク』
1966年の年末、ヴァン・ヴリートは1965年のハリウッド・ティーンエイジ・フェアーで出会った16歳のドラマーのジョン・フレンチをメンバーに迎えた。キャプテン・ビーフハート・アンド・ヒズ・マジック・バンドは、同フェアーに出演していたライジング・サンズのベーシストだったゲイリー・マーカーをレコーディング・エンジニアに迎えて、デビュー・アルバムのデモ・テープの制作を開始した。しかしブルース・ロックの範疇を超えた作品を目指していたヴァン・ヴリートは、ギタリストのムーンの技量に不満を抱いて、ライジング・サンズのギタリストだったライ・クーダーをメンバーに迎えた。こうしてメンバーはヴァン・ヴリート、セント・クレア、クーダー、ハンドレー、フレンチとなった。クーダーは編曲も担当し、さらに音楽監督としてヴァン・ヴリートの複雑な考えをメンバーにわかりやすく説明する役を担った。
1967年4月、ハリウッドでデビュー・アルバムの録音を開始する日の前日、クラスノウはプロデューサーとしてリチャード・ペリーを連れてきた。しかしペリーはプロデュースの経験が皆無であったうえにミキシングやエンジニアリングの知識も乏しく、ヴァン・ヴリート達はアルバムの出来上がりに満足できなかったので、ペリーと共同でプロデュースを担当したクラスノウがリミックスを行った。
彼等は同年6月に開催されるモントレー・ポップ・フェスティバルに出演することになった。ところがその一週間前の6月11日に開かれたファンタジー・フェアー・アンド・マジック・マウンテン・ミュージック・フェスティバルに出演した時、ヴァン・ヴリートは開始早々、「聴衆の女性の一人が自分を見つめているうちに、その顔が魚の顔になり口からあぶくを吹き始めたので」歌うのを止めてステージを降りてしまった。この一件でクーダーは彼に愛想を尽かして脱退してしまい、彼等はモントレー・ポップ・フェスティバルの出演という千載一遇の機会を逃してしまった。
デビュー・アルバム『セイフ・アズ・ミルク』は9月にブッダ・レコード初のアルバムとして発表された。

### It Comes To You In A Plain Brown Wrapper（未発表）
クーダーの後釜としてジェリー・マギーが短期間在籍したあと、1967年10月にジェフ・コットンが加入した。彼等は10月と11月、ハリウッドで、クラスノウをプロデューサーに迎えて、"It Comes To You In A Plain Brown Wrapper"と題された二枚組の新作アルバムの新曲を録音した。彼等はこのアルバムを、Captain Beefheart and His Magic Bandによる綿密なスタジオ録音の部と、25th Century Quakerという名の架空のバンドによるアヴァンギャルド・ブルースの即興演奏の部からなる二部構成にしたいと考え、まず、25th Century Quakerの部の3曲をライブ形式で録音し、次の数週間、サイケデリック・ミュージック、ポリリズムなどの要素を持つ11曲を録音した。これらの曲には、『セイフ・アズ・ミルク』で披露された新しいブルース・ロックに加えて、ヴァン・ヴリートが当時興味を抱いていたフリー・ジャズの影響も感じられた。
しかし、ブッダ・レコードはこの新作アルバムの制作を中止させ、録音された音源を全てお蔵入りにした。この頃、ブッダ・レコードはバブルガム・ポップで商売する方針を固めたので、彼等の音楽は自分達の商売戦略にはそぐわない、と判断したと推測されている。
イギリスではDJのジョン・ピールが、国内販売されていなかった『セイフ・アズ・ミルク』の収録曲を頻繁に放送したので、彼等は急速に有名になり、レコード・ミラー誌に「イギリスで最も有名なアメリカのグループの一つ」とまで呼ばれた。彼等はアメリカ国内では西海岸の地方グループに過ぎなかったが、イギリスでの評判を受けて1968年1月にロンドンに行き、様々なライブ活動を行なった。そしてロンドンからフランスのカンヌに行き、ブッダ・レコードに所属する他のミュージシャンやバンドと共に国際音楽産業見本市のMIDEMに参加した。しかしブッダ・レコードは帰国した彼等との契約を解除した。

### 『ストリクトリー・パーソナル』（1968年）
クラスノウは、彼等にブッダ・レコードが差し押さえた"It Comes To You In A Plain Brown Wrapper"の音源に代わるものを新たに録音させて、自分が設立したブルー・サム・レコードから発表することにした。そこで彼等は1968年4月から5月にかけて、クラスノウが予約したハリウッドのスタジオでアルバム『ストリクトリー・パーソナル』を録音した。しかし、その少し前にヴァン・ヴリートが警察に逮捕勾留されたこともあって、彼等はリハーサルが殆んどできなかったまま、わずかの8日間の録音に臨まざるを得なかった。彼等は録音を終えると、再びイギリスとヨーロッパに渡ってライブ活動を行なったが、帰国後、ギタリストのセント・クレアとベーシストのハンドレーが相次いで脱退して、オリジナル・メンバーはヴァン・ヴリートだけになった。
スノウフェーの後任には当時19歳のビル・ハークルロードが6月末に選ばれた。ハンドレーの後任には、『セイフ・アズ・ミルク』のデモ・テープのレコーディング・エンジニアを務めたマーカーが仮メンバーとして選ばれた。ヴァン・ヴリートは旧友のザッパに、彼がこの年にザ・マザーズ・オブ・インヴェンション（以下、MOI）のマネージャーであるハーブ・コーエンと共に設立したストレイト・レコードへの移籍を勧められたので、クラスノウやブルー・サム・レコードと決別する決心をした。8月、キャプテン・ビーフハート・アンド・ヒズ・マジック・バンドはストレイト・レコードの所属になり、ヴァン・ヴリート、コットン、ハークルロード、フレンチの正式メンバーにマーカーを加えた顔ぶれで、ザッパをプロデューサーに迎えて、新曲「ムーンライト・オン・ヴァーモント」と「ヴェテランズ・デイ・ポピー」を録音した。
10月、ブルー・サム・レコードから『ストリクトリー・パーソナル』が発表された。収録曲の数曲にフェイザーによる大きな音響効果が施されており、ヴァン・ヴリートはクラスノウが自分の同意を得ずに勝手に音響効果を加えて作品を台無しにしたと、公にクラスノウを批判した。

### 『トラウト・マスク・レプリカ』（1969年）
1968年10月、仮メンバーのマーカーが離脱して、マーク・ボストン（ベース・ギター）が正式メンバーとして加入した。さらにヴァン・ヴリートの従兄弟にあたるヴィクター・ヘイデン（バスクラリネット）が客演者として合流した。ヴァン・ヴリートはメンバーをロサンゼルス郊外の小さなレントハウスに半ば監禁状態で押し込め、彼が作った難曲を録音する為に1日12時間のリハーサルを半年間に渡って行なった。彼は一回り近く年齢が離れたメンバー全員に奇妙なステージ名をつけて、満足な食事を与えず時には暴力すら辞さず、彼等を完全な支配下に置いた。
1969年3月、彼等は録音の準備を整えた。プロデューサーのザッパの意向で、ヴォーカル以外の録音は、レントハウスでバンドの演奏をポータブルの機材で録音するフィールド・レコーディングの形を取ったが、終了後にヴァン・ヴリートはスタジオを使用して録音することを主張した。ヴォーカルは最初からスタジオで録音することが決まっていたので、ザッパはバンドのスタジオ入りの段取りを整えた。録音はグレンデールのホイットニー・スタジオで行われた。日頃からリハーサルを重ねていた彼等は20のバッキングトラックの録音をわずか6時間で終え、その後ヴァン・ヴリートはヘッドホンを着用してモニタリングする代わりに、スタジオの窓から微かに聴こえる演奏音のみを頼りに、ヴォーカルと管楽器のダビングを2日間で終了した。こうして本作はミキシング作業を含めて4日間で完成した。
1969年6月、2枚組『トラウト・マスク・レプリカ』が発表された。1968年からMOIのアルバム・ジャケットをデザインするようになったカル・シェンケルが、印象的なアルバム・ジャケットの撮影とデザインを担当した。

### 『リック・マイ・デカルズ・オフ、ベイビー』（1970年）
『トラウト・マスク・レプリカ』の制作が終了してまもなく、編曲や音楽監督に相当する役割も務めたフレンチがヴァン・ヴリートに放逐され、代わりにローディーのジェフ・バーチェルがドラムスを担当することになったが、バーチェルはある晩、コットンと口論した挙句、彼を殴打して骨折させてしまった。コットンは『トラウト・マスク・レプリカ』の制作中からヴァン・ヴリートの支配を重荷に感じていたので、この事件をきっかけにしてバンドを脱退した。
『トラウト・マスク・レプリカ』はイギリスでは1969年11月に発表されてアルバム・チャートで最高21位を記録した。この頃からヴァン・ヴリートはザッパをいろいろと批判し始めたが、彼等は新作もザッパのストレイト・レコードで制作することになり、MOIのパーカッショ二ストだったアート・トリップをドラマーに迎えた。コットンを失った彼等はハークルロードだけをギタリストに擁したまま新作のリハーサルに入り、ハークルロードはフレンチが担っていた編曲や音楽監督も務めた。
数か月に及んだリハーサルが終わり録音に入る直前にフレンチが呼び戻されて、トリップはマリンバを担当することになった。ヴァン・ヴリート、ハークルロード、ボストン、フレンチ、トリップの5人は、1970年の夏、ハリウッドで、ヴァン・ヴリートのプロデュースの下で『リック・マイ・デカルズ・オフ、ベイビー』を録音し、12月にキャプテン・ビーフハート・アンド・ザ・マジック・バンドの名義で発表した。本作はギタリストが1人でパーカッショ二ストが2人という、これまでと異なる編成で制作されたが、その内容は高い評価を得た前作の延長線上にあると見なされている。ヴァン・ヴリートは、前作のプロデューサーのザッパの録音方法に不満を抱いたので、自分でプロデュースして納得がいく方法で録音した本作には満足したようで、1991年には本作を自分の最高作であると発言した。

### 『ミラーマン』『ザ・スポットライト・キッド』（1971年）
『リック・マイ・デカルズ・オフ、ベイビー』の録音が行なわれた1970年の後半、彼等は元MOIのエリオット・イングバー（ギター）をメンバーに迎えた。優れたブルース・ギタリストであるイングバーが加入したことは、ヴァン・ヴリートが自分の音楽の原点であるブルース・ミュージックに回帰することを目論んだことを示唆した。
彼等はストレイト・レコードを吸収したリプリーズ・レコードから2万ドルの予算を与えられて、ヴァン・ヴリートの30歳の誕生日に当たる1971年1月15日から6週間、国内の広域に及ぶツアーを行なった。終了後、彼等はカリフォルニア州のサンタ・クルーズの郊外に家を借りて、新作の制作のリハーサルを行なった。リプリーズ・レコードは彼等に対して、自分達の会社からの第一弾となる新作をもっと売れる内容にすることを望んだ。ハークルロードは、ヴァン・ヴリートが1969年11月の結婚をきっかけに金銭欲を持ち始めたと指摘している。フレンチは、以前からヴァン・ヴリートに、せめて経済的に自立できるようにブルースのアルバムを作って多くの聴衆を得るべきだと提言していた。
4月、ブッダ・レコードが"It Comes To You In A Plain Brown Wrapper"の未発表音源からの4曲を、キャプテン・ビーフハート・アンド・ヒズ・マジック・バンド名義の『ミラー・マン』として発表した。
同年秋、ヴァン・ヴリート、イングバー、ハークルロード、フレンチ、ボストン、トリップの6人はロサンゼルスのレコード・プラントで、ヴァン・ヴリートとフィル・シェールのプロデュースによりアルバム『ザ・スポットライト・キッド』を制作した。本作はキャプテン・ビーフハートの単独名義で翌1972年1月に発表された。『トラウト・マスク・レプリカ』や『リック・マイ・デカルズ・オフ、ベイビー』の収録曲に比べると穏やかとでも呼べそうな本作の内容について、ヴァン・ヴリートは発表直後に「妥協じゃない。皆を怖がらせることに飽きたから」と発言した。

### 『クリア・スポット』（1973年）
ヴァン・ヴリートの31歳の誕生日にあたる1972年1月15日、彼等は『ザ・スポットライト・キッド』の発表に合わせたツアーを開始した。ツアーに先立ち、MOIのオリジナル・ベーシストのロイ・エストラーダが加入し、それまでベース・ギターを担当していたボストンはギター担当となった。彼等はヴァン・ヴリート、エストラーダ、ボストン、ハークルロード、イングバー、トリップの6人編成で、ギタリストが3人、元MOIのメンバーが3人になった。
彼等はまず国内ツアーに臨み、3月下旬からはヨーロッパ公演を始めた。ィギリス公演はロンドンのロイヤル・アルバート・ホールをはじめとして殆んどの会場が満席となって、追加公演が開催されたほどの盛況であった。ドイツではコンサートの他にテレビ・ショーのビート・クラブに出演し、フランスではパリのバタクラン劇場でのコンサートがテレビのポップ・ドウで放映された。4月下旬にはアメリカに戻って国内ツアーの後半をこなした後、5月には再びイギリスに渡りビッカーショー・フェスティバルに出演した。
彼等が所属していたリプリーズ・レコードの親会社にあたるワーナー・ブラザーズは、自社に所属していたテッド・テンプルマンを新作のプロデュ―サーにあてた。1972年の秋、ヴァン・ヴリート、エストラーダ、ボストン、ハークルロード、トリップの5人は、ワーナー・ブラザーズが所有するスタジオで、これまでの作品制作に比べて遥かに多くの時間と予算を与えられて『クリア・スポット』を制作し、1973年1月に発表した。しかし期待に反して、その売り上げはやはり振るわなかった。

### 『アンコンディショナリー・ギャランティード』『ブルージーンズ・アンド・ムーンビームズ』（1974年）
1973年2月、彼等はアメリカ、カナダ、イギリスを廻る4カ月のツアーを開始した。ツアーに先立って、オリジナル・メンバーのセント・クレアが約4年半ぶりに復帰し、彼等はヴァン・ヴリート、セント・クレア、ハークルロード、ボストン、エストラーダ、トリップの顔ぶれでツアーに臨んだ。
『クリア・スポット』の商業的な失敗を受けてヴァン・ヴリートはリプリーズ・レコードを去り、アメリカではマーキュリー・レコード、イギリスでは新興レーベルのヴァージン・レコードと契約を結び、アンディとデイブのディマルティーノ兄弟を新しいマネージャーに迎えた。ディマルティーノ兄弟は利を得るためには不正直な事や不法な事さえやりかねないことで知られていたが、この頃のヴァン・ヴリートは誰にでも喜んで従うような有様で、メンバーも取り敢えず彼に従った。
彼等は北カリフォルニアの海辺に行き、とあるレストランがパーティー用に貸していたビーチハウスを借りて、時には遠方で鯨が泳いでいるのを見ながら新曲のリハーサルを行ない、その後1974年の初頭にハリウッドで『アンコンディショナリー・ギャランティード』を制作して、4月に発表した。両手に紙幣を握りしめているヴァン・ヴリートの写真に「無条件保証」「100%純粋で良質」と銘打たれたジャケットが印象的な本作は、『ザ・スポットライト・キッド』や『クリア・スポット』で聴かれた商業主義路線をさらに押し進めた内容を持っていた。果たして評価は概ね低く、イギリスでもアメリカでもアルバム・チャートには入らなかった。その発表に合わせたツアーが企画されたが、メンバーはディマルティーノ兄弟の強引なマネージメント、それに対して何も言わないヴァン・ヴリート、退屈な新曲を演奏しなければならなくなるツアーなどに対する不満を抱いており、ツアー初日を5日後に控えて、全員がヴァン・ヴリートに別れを告げた。
ひとり残ったヴァン・ヴリートは、元バックウィートのマイケル・スマザーマン（キーボード）とディーン・スミス（ギター）、元ザ・モーズのファズィー・ファスカルド（ギター）、ボビー・ジェントリーのツアー・バンドのメンバーだったポール・アーリグ（ベース・ギター）、リッキー・ネルソンのザ・ストーン・キャニオン・バンドに在籍していたタイ・グライムス（ドラムス）、そして前作に客演したデル・シモンズ（フルート、サクソフォーン）からなる急ごしらえのバンドを結成した。彼等は数日間のリハーサルのあと、トロント公演を皮切りにツアーに臨み、5月にはイギリス・ツアーを行なった。
ツアーが夏に終了すると、スマザーマン、スミス、グライムスが残り、新たにイングバーの実弟アイラ・イングバー（ベース・ギター）、ボブ・ウェスト（ベース・ギター）、マーク・ギボンス（キーボード）、ジーン・ペロ（ドラムス）、ジミー・キャラバン（キーボード）が参加した。彼等はノース・ハリウッドの小さなスタジオに集まり、再びアンディ・ディマルティーノのプロデュースの下で、一曲につき50ドルの給与で新作『ブルージーンズ・アンド・ムーンビームズ』を約2日間で制作して、11月に発表した。ヴァン・ヴリートは、アンディ・ディマルティーノがこのアルバムの幾つかの収録曲に彼の許可なく手を加えたと主張した。翌年2月から3月に計画されていたツアーはキャンセルされ、ディマルティーノ兄弟もメンバーもヴァン・ヴリートから去っていき、彼は北カリフォルニアの自宅に引き籠ってしまった。

### 『バット・チェイン・プラー』（未発表）
北カリフォルニアで芸術を学んでいたジェフ・モリス・テッパーはキャプテン・ビーフハート・アンド・ザ・マジック・バンドの熱心なファンで、彼等がアルバム『クリア・スポット』のツアーでロサンゼルス公演を行なった時に、ヴァン・ヴリートと言葉を交わしたことがあった。ある日、テッパーは偶然ヴァン・ヴリートを見かけたので話しかけ、それをきっかけに2人の交流が始まった。テッパーは『トラウト・マスク・レプリカ』の複雑な収録曲の幾つかをギターで弾いてヴァン・ヴリートを感心させ、音楽に対する彼の興味を復活させた。レコード会社との契約のしがらみに絡まれていた彼はザッパに助けを求めて、1975年4月、MOIの新作『ワン・サイズ・フィッツ・オール』の制作に客演し、4月と5月、MOIの国内ツアーにキャプテン・ビーフハートとして参加した。
MOIとのツアーが終わると、ヴァン・ヴリートはフレンチ、イングバー、元MOIのジミー・カール・ブラック（ドラムス）、元MOIのブルース・ファウラー（トロンボーン）、グレッグ・ダヴィッドソン（ギター）とキャプテン・ビーフハート・アンド・ザ・マジック・バンドを再結成した。彼等は7月5日にイングランドのネブワース・ハウスで開かれた第2回のネブワース・フェスティバルにピンク・フロイドらと共に出演し、アメリカに帰国して幾つかのコンサートを開いた。その後、ブラックとダヴィッドソンが離脱して、元MOIのデニー・ウォーリーが加入し、フレンチがドラムス専任になった。彼等は10月下旬から12月1日までヨーロッパ・ツアーを行ない、年末にはカリフォルニアで幾つかのコンサートを開いた。
1976年の春、ヴァン・ヴリートはザッパと彼のマネージャーであるハーブ・コーエンが共同で設立して経営していたディスクリート・レコードから新作を発表することにして、フレンチ、ウォーリー、テッパー（ギター）、ジョン・トーマス（キーボード）からなるキャプテン・ビーフハート・アンド・ザ・マジック・バンドを結成した。彼等はザッパがハリウッドに所有していたスタジオで6週間にわたってリハーサルを行なった後、ロサンゼルスで『バット・チェイン・プラー』を4日間で製作した。ヴァン・ヴリートがプロデューサーを務め、ザッパはエグゼクティブ・プロデューサーとして資金を提供して完成作品をディスクリート・レコードから発表する役を担っていた。しかし、ザッパとコーエンが対立して互いを告訴する状況になり、ディスクリート・レコードの先行きは全く不透明になった。その結果『バット・チェイン・プラー』はお蔵入りになり、オリジナル・テープはザッパに保管されたままになってしまった。

### 『シャイニー・ビースト（バット・チェイン・プラー）』（1978年）
『バット・チェイン・プラー』の製作後まもなく、トーマスとフレンチが離脱し、テッパーの友人エリック・ドリュー・フェルドマン（キーボード）と、フェルドマンの友人ゲイリー・ジェイ（ドラムス）が加入した。彼等は新メンバーに加えてハイデンを約10年ぶりに客演者に迎えて、1976年末から1977年初めにかけてリハーサルを繰り返し、幾つかのライブ活動を行なった。そしてジェイが離脱し、フレンチが仮メンバーとして一時復帰した後、ロバート・ウィリアムス（ドラムス）が加入した。
ヴァン・ヴリート、ウォーリー、テッパー、フェルドマン、ウィリアムスは1977年10月31日に初舞台を踏み、11月にはフランス社会党がパリで開いた慈善コンサートに出演した。そして1978年2月にツアーを終えると、新曲のデモ・テープを録音してワーナー・ブラザーズと交渉して、新作アルバムを制作することになった。そして、離脱したウォーリーに代わるギタリストでフェルドマンの旧友であるリチャード・レダスと、1975年のライブ活動でのメンバーだったファウラーを迎えて、6月から8月までサンフランシスコで『シャイニー・ビースト（バット・チェイン・プラー）』を製作した。ヴァン・ヴリートは、ワーナー・ブラザーズのA＆Rでジャズ・ミュージシャンでもあるピート・ジョンソンと共同でプロデューサーを務め、トリップが客演した。本作はアメリカでは同年秋にワーナー・ブラザーズから発表されたが、イギリスでは、ワーナー・ブラザーズとヴァージン・レコードとの間での交渉が難航して、直ぐには発表されなかった。

### 『美は乱調にあり』（1980年）
彼等は1978年秋に『シャイニー・ビースト（バット・チェイン・プラー）』をアメリカで発表した後、11月にヴァン・ヴリート、ファウラー、テッパー、フェルドマン、ウイリアムス、レダスにファウラーのガールフレンド（パントマイム、マラカス）を加えた顔ぶれで短い国内ツアーを行なった。しかし『シャイニー・ビースト（バット・チェイン・プラー）』はイギリスでは1年以上経っても発表されず、彼等は1979年を目立った活動を行なうことなく終えた。1979年末にギタリストのゲイリー・ルーカスが新しいマネージャーに就任した。
1980年2月、『シャイニー・ビースト（バット・チェイン・プラー）』がようやくイギリスでヴァージン・レコードから発表された。新作製作の開始予定日の直前にレダスが脱退したので、彼等はフレンチを再々度メンバーに迎えて、6月に新作『美は乱調にあり』を制作して8月に発表して好意的な評価を得た。彼等は1980年10月からヨーロッパとアメリカのツアーを行なったが、その直前にフレンチがライブ活動を拒否して離脱。一方、空席だったベーシストの席には元エース・アンド・デュースのリチャード・スナイダーが迎えられた。

### 『烏と案山子とアイスクリーム』（1982年）
３か月間にわたったヨーロッパとアメリカのツアーは1981年1月31日のロサンゼルスでのコンサートで幕を閉じた。ツアー終了後、ウィリアムスがソロ活動に専念する為に脱退を決意した。ヴァン・ヴリートはオーディションを行ない、元ザ・ウィアードズのクリフ・マルティネスを迎えた。彼は新作アルバムの計画を立てるに際して、ザッパが保管していた『バット・チェイン・プラー』のオリジナル・テープを自分に渡すように交渉したが、ザッパは欲しければ自分から買い取れと突っ撥ねて、交渉は決裂した。
ヴァン・ヴリート、テッパー、ルーカス（ギター）、スナイダー、マルティネスは、フェルドマンを客演者に迎えて1982年5月に2週間かけてリハーサルを行ない、引き続いて『烏と案山子とアイスクリーム』を制作し、9月に発表した。

### 自然消滅
その後、ヴァン・ヴリートは画家としての活動に専念し、キャプテン・ビーフハート・アンド・ザ・マジック・バンドの新作アルバムの発表やコンサートなどの音楽活動は一切行なわれなくなった。
2010年12月、ヴァン・ヴリートが病没。
2012年3月、ザッパの遺族が経営するヴォルタナティブ・レコード（VAULTernative Records）が、『バット・チェイン・プラー』をキャプテン・ビーフハート名義で発表した。

## メンバー
氏名に続く括弧内はヴァン・ヴリートによる命名。担当楽器は代表的なものだけを示す。
- ドン・ヴァン・ヴリート　Don Van Vliet（Captain Beefheart） – ボーカル、ハーモニカ、サクソフォーン (1964年–1982年)※2010年没
- アレックス・セント・クレア　Alex St. Clair – ギター、ドラムス (1964年–1968年、1972年–1974年)※2006年没
- Jerry Handley[121] – ベース・ギター (1964年–1968年)
- ライ・クーダー　Ry Cooder – ギター、スライド・ギター (1967年)
- ジョン・フレンチ　John French（Drumbo） – ドラムス、ボーカル、ギター (1966年–1969年、1970年–1971年、1975年–1976年、1977年、1980年)
- Doug Moon[122] – ギター (1964年–1967年)
- Paul G. Blakely[123] – ドラムス (1964年–1965年、1966年)※1995年没
- Vic Mortensen[124] – ドラムス (1965年)
- Richard Hepner[125] – ギター (1965年–1966年)
- Gerry McGee[126] – ギター、スライド・ギター (1967年)※2019年没
- Gary Marker – ベース・ギター (1968年)※2012年没
- ジェフ・コットン　Jeff Cotton（Antannae Jimmy Semens） – ギター、スライド・ギター、ボーカル (1967年–1969年)
- ビル・ハークルロード　Bill Harkleroad（Zoot Horn Rollo） – ギター、スライド・ギター (1968年–1974年)
- マーク・ボストン　Mark Boston（Rockette Morton） – ベース・ギター、ギター (1968年–1974年)
- ヴィクター・ヘイデン　Victor Hayden（The Mascara Snake） – バスクラリネット (1968年–1969年)※2018年没
- Jeff Burchell – ドラムス (1969年)
- アート・トリップ　Art Tripp（Ed Marimba） – ドラムス、マリンバ、パーカッション、ピアノ、ハープシコード (1969年–1974年)
- エリオット・イングバー　Elliot Ingber（Winged Eel Fingerling） – ギター (1970年–1971年; 1971年–1972年; 1974年–1976年)
- ロイ・エストラーダ　Roy Estrada（Oréjon） – ベース・ギター (1972年–1973年)
- Fuzzy Fuscaldo[127] – ギター (1974年)
- Paul Uhrig[128] – ベース・ギター (1974年)
- Del Simmons[129] – サクソフォーン、フルート (1974年)
- Mark Marcellino[130] – キーボード (1974年)
- Dean Smith[131] – ギター、ボトルネック・ギター (1974年)
- Ira Ingber[132] – ベース・ギター (1974年)
- Bob West[133] – ベース・ギター (1974年)
- Michael Smotherman[134] – キーボード、バッキング・ボーカル (1974年)
- Mark Gibbons[135] – キーボード (1974年)
- Gene Pello[136] – ドラムス (1974年)
- Jimmy Caravan[137] – キーボード、スター・マシーン (1974年)
- Ty Grimes[138] – パーカッション (1974年)
- Bruce Fowler（Fossil） – トロンボーン、エアー・ベース (1975年–1976年; 1978年–1980年)
- Greg Davidson[139] （Ella Guru） – ギター、スライド・ギター (1975年)
- Jimmy Carl Black（Indian Ink） – ドラムス、パーカッション (1975年)※2008年没
- Denny Walley（Feelers Rebo） – ギター、スライド・ギター、アコーディオン (1975年–1978年)
- Jeff Moris Tepper（White Jew） – ギター、スライド・ギター (1976年–1982年)
- John Thomas[140] – キーボード (1976年)
- Eric Drew Feldman（Black Jew Kittaboo） – ベース・ギター、キーボード (1976年–1981年)
- Gary Jaye[141] – ドラムス (1976年–1977年)※2011年没
- Robert Williams（Wait For Me） – ドラムス、パーカッション (1977年–1981年)
- Richard Redus[142] （Mercury Josef） – ギター、スライド・ギター (1978年–1979年)
- Richard Snyder[143] （Brave Midnight Hat Size） – ギター、スライド・ギター、ベース・ギター、マリンバ、ビオラ (1980年–1982年)
- Gary Lucas – ギター、スライド・ギター (1980年–1982年)
- Cliff Martinez – ドラムス、パーカッション、グラス・ウォッシュボード (1981年–1982年)

## ディスコグラフィ
オリジナル・アルバム
- セイフ・アズ・ミルク　Safe as Milk（1967年）
- ストリクトリー・パーソナル　Strictly Personal（1968年）
- トラウト・マスク・レプリカ　Trout Mask Replica（1969年）
- リック・マイ・デカルズ・オフ、ベイビー　Lick My Decals Off, Baby（1970年）
- ミラー・マン　Mirror Man（1971年）
- ザ・スポットライト・キッド　The Spotlight Kid（1972年）
- クリア・スポット　Clear Spot（1973年）
- アンコンディショナリー・ギャランティード　Unconditionally Guaranteed（1974年）
- ブルージーンズ・アンド・ムーンビームズ　Bluejeans & Moonbeams（1974年）
- シャイニー・ビースト（バット・チェイン・プラー）　Shiny Beast (Bat Chain Puller)（1978年）
- 美は乱調にあり　Doc at the Radar Station（1980年）
- 烏と案山子とアイスクリーム　Ice Cream for Crow（1982年）
- バット・チェイン・プラー　Bat Chain Puller（2012年）

ライブ・アルバム
一部を示す。
- London 1974（1993年）[144]
- I'm Going to Do What I Wanna Do: Live at My Father's Place 1978 (2000年)

編集アルバム
一部を示す。
- ザ・レジェンダリー・A&M・セッションズ　The Legendary A&M Sessions（1984年）[注釈 75]
- グロウ・フィンズ:レアリティーズ 1965–1982　Grow Fins: Rarities 1965–1982（1999年）
- ザ・ダスト・ブロウズ・フォワード（アン・アンソロジー）　The Dust Blows Forward (An Anthology)（1999年）
- サン・ズーム・スパーク:1970・トゥ・1972　Sun Zoom Spark: 1970 To 1972（2014年）

シングル
- Diddy Wah Diddy/Who Do You Think You're Fooling（1966年3月）
- Moonchild/Frying Pan（1966年11月）
- Yellow Brick Road/Abba Zaba（1967年9月）
- Pachuco Cadaver/Wild Life（1970年）[注釈 76]
- Click Clack/I'm Gonna Booglarize You, Baby（1972年2月）
- Too Much Time/My Head Is My Only House When It Rains（1972年11月）
- Upon The My-O-My/I Got Love On My Mind（1974年5月）[注釈 77]
- Ice Cream For Crow/Light Reflected Off The Oceands Of The Moon（1982年8月）

## ザ・マジック・バンド
2003年、ジョン・フレンチ（ボーカル、ドラムス、ハーモニカ）、マーク・ボストン（ベース・ギター）、デニー・ウォーリー（ギター）、ゲイリー・ルーカス（ギター）、ロバート・ウィリアムス（ドラムス）がザ・マジック・バンド（The Magic Band）を結成した。彼等はフレンチを中心に、2017年までメンバー・チェンジを行ないながら、公演や録音でキャプテン・ビーフハート・アンド・ヒズ・マジック・バンドとキャプテン・ビーフハート・アンド・ザ・マジック・バンドの楽曲を披露した。

### ディスコグラフィ
- Back to the Front（2003年）[146]
- 21st Century Mirror Men（2005年）[147]
- Performing The Music Of Captain Beefheart - 1: Oxford, U.K. June 6, 2005（2011年）[148]
- The Magic Band Plays The Music Of Captain Beefheart - Live In London 2013（2013年）[149]